# لوكوتو
لوكوتو (Le Coteau) بلدية تقع في إقليم لوار وسط فرنسا .
تبعد حوالي 90 كيلومترا (56 ميل) إلى الشمال الغربي من ليون بجانب روان، مع نهر لوار بينهما.

## توأمة
للوكوتو اتفاقيات توأمة مع:
- لورش

## أعلام
- غيسلاين أنسيلميني
- رومين بويت